# Сражение при Околоне
Сражение при Околоне (англ. Battle of Okolona) произошло 22 февраля 1864 года на территории миссисипского округа Чикасо в ходе гражданской войны в США. Кавалерия Юга под командованием Натана Бедфорда Форреста встретила федеральный кавалерийский отряд численностью 7000 человек под командованием бригадного генерала Уильяма Смита, и разгромила его с тяжёлыми потерями.
Отряд Смита шёл из Мемфиса на соединение с основной федеральной армией генерала Шермана, которая стояла в Меридиане (Миссисипи), но кавалерия Форреста остановила его 21 февраля, после чего Форрест преследовал Смита 11 миль и в итоге разбил его, но не смог полностью уничтожить из-за нехватки боеприпасов. Разгром Смита осложнил наступление Шермана на Меридиан и привёл к отставке самого Смита.

## Предыстория
В начале 1864 года федеральный генерал Улисс Грант готовился к наступлению на Атланту, но его беспокоило ненадёжное положение правого фланга его армии: он опасался, что южане смогут вторгнуться из Миссисипи в Западный Теннесси и оттуда угрожать коммуникациям его армии. Чтобы избавиться от этой угрозы, он приказал генералу Шерману возглавить отряд в 26 000 человек, выступить из Виксберга, наступать на Меридиан и разбить там войска противника. Это наступление стало известно как Рейд на Меридиан.
Шерман предполагал одновременно организовать кавалерийский рейд из Мемфиса. 27 января он передал всю кавалерию Теннессийского департамента под командование бригадного генерала Уильяма Суя Смита, который был выпускником Вест-Пойнта, до войны был отличным инженером, а затем прославился, командуя пехотой при Шайло, Перривилле и Виксберге. Рейд Шермана должен был напоминать его будущий «марш к морю», и рейд Смита должен был быть того же рода: Смиту было приказано разрушать коммуникации противника между Околоной и Меридианом и далее на восток к Сельме. Он велел разрушать все коммуникации между Околоной и Меридианом, смело конфисковывать фураж и неубранный урожай, а также лошадей, мулов и остальной скот. Шеридан полагал оказаться в Меридиане около 10 февраля, и требовал от Смита, чтобы тот присоединился к нему в Меридиане как можно ближе к этому дню.
Впоследствии в мемуарах Шерман писал, что лично объяснил Смиту, что за человек Форрест и как он необычайно силён. Он сказал Смиту, что тот обязательно встретит на пути Форреста, и тот будет настойчиво атаковать его, и что Смит должен быть к этому готов.
«В ваших руках лучшие и самые опытные части армии, — писал Шерман Смиту, — и они выполнят всё, что только возможно». Он писал, что его собственный рейд разрежет территорию противника надвое, и тот сможет противопоставить Смиту только часть своих войск. Он требовал, чтобы Смит атаковал противника и гнал его на юг, но чтобы помнил о главной своей цели: разрушать коммуникации. Он предлагал не связываться с крупными силами пехоты, предоставив их ему, Шерману. В случае удачи Шерман, с согласия Гранта, рассчитывал наступать далее на восток, на Сельму и Мобил. Полагая, что Смит выступил вовремя, 1 февраля, Шерман начал марш 3 февраля, почти без сопротивления достиг Меридиана 14 февраля, и простоял там до 20 февраля.
Смит действительно начал рейд около 1 февраля, прибыл в Кольервилл, но остался там на несколько дней, дожидаясь бригады Уоринга, численностью 2 000 человек, которая шла из кентуккийского Колумбуса. Бригада Уоринга шла медленно из-за дождей и разливов рек, и пришла в Кольервилл такой измотанной, что ей требовалось несколько дней на восстановление сил и перековку лошадей. В итоге Смит продолжил рейд только 11 февраля. В его распоряжении было 7 000 человек, вооружённых винтовками Кольта, карабинами и револьверами, а также 20 орудий.
Форрест быстро узнал о федеральном рейде: 4 февраля он уведомил генерала Чалмерса о выдвижении Смита. 7 февраля генерал Полк сообщил ему, что Шерман наступает из Виксберга на Джексон, а флот поднимается по реке Язу. Форрест поручил Чалмерсу прикрывать переправы через реку Таллахатчи, Маккулоху стоять в Паноле, Беллу в Бельмонте, Ричардсону и Уиатту в Тоби-Табби, а Макгирку в Аббвиле. 9 февраля Форрест начал понимать замысел противника и написал Чалмерсу, что Смит вероятно нацеливается на Околону и Меридиан. По его оценке отряд Смита насчитывал 10 000 человек при 31 орудие.
14 февраля Форрест с бригадой Белла выступил из Оксфордав Гранаду, оттуда пришёл в Старквилл, где 19 февраля Соединился с бригадой Чалмерса. В этот день Смит начал разрушать железную дорогу Мобил-Огайо возле Околоны. Одновременно он сжигал припасы зерна около железной дороги. Его люди, особенно чернокожие, так увлеклись поджогами, что Смит приказал арестовывать тех, кто поджигает частную собственность без приказа и обещал награду в 500$ за поимку таких людей. Наблюдая за его действиями, Форрест решил, что Смит намерен разрушать железную дорогу в направлении Меридиана, поэтому начал стягивать свои войска и готовить западню.
20 февраля колонна Смита вышла к Уэст-Пойнту, где встретила бригаду Джеффри Форреста. Джеффри отступил, надеясь заманить противника в ловушку, но Смит действовал осторожно, надеясь принять бой на удобной позиции по своему выбору. Он знал, что Натан Б. Форрест уже близко с крупными силами, и генерал Стивен Ли может вскоре к нему присоединиться, и предпочитал не рисковать. Он писал в рапорте, что 3 000 человек ему пришлось выделить для охраны обозов, поэтому у него оставалось всего 5 000 человек для атаки на основном направлении, а противник, по его мнению, собрал 6 или 7 тысяч человек.
21 февраля Смит предположил, что Шерман покинул Меридиан, поэтому решил вернуться в Мемфис. Чтобы выиграть время он приказал отвлечь внимание противника атакой. Его люди атаковали Джеффри Форреста у моста через Сакатончи и после двух часов перестрелки отступили без видимых причин. Натан Форрест появился во время боя и спросил Чалмерса, что происходит на поле боя. Чалмерс ответил, что идёт перестрелка. «Это всё, что вам известно? — спросил Форрест, — тогда я пойду и разберусь сам». Изучив поле боя он обнаружил, что противник отступает. Он немедленно двинул вперёд бригады Джеффри и Маккулоха.
Впоследствии Форрест писал, что не планировал атаковать противника всерьёз или начинать генеральное сражение, а хотел только выявить его силу и расположение, но обнаружив, что северяне начали общее отступление, он решил, что им нельзя позволить уйти без боя. Северяне отступили за Вест-Пойнт и заняли оборонительную позицию в 5-ти милях севернее городка. Их было около 4 000, Форрест спешил около 1000 своих людей и бросил их в атаку, оттеснив противника на вторую позицию, где снова атаковал их с фронта и фланга, и снова заставил отступить. Форрест писал в рапорте, что противник потерял убитыми 15 или 20 человек и некоторое количество пленными. С наступлением темноты наступление приостановилось, но противники оставались близко друг от друга.

## Сражение
Смит отступал до двух часов ночи, а затем остановился на четырёхчасовой отдых в 3-х милях южнее Околоны. В 4 часа утра Форрест повёл бригады Маккулоха и Джеффри к Околоне. Двигаясь по дороге со своей эскортной ротой Форрест встретил арьергарды противника в 4 милях от Околоны, преследовал их до города и через город, и уже за городом увидел северян, занявших оборонительную позицию. Одновременно бригада Белла (под временным командованием полковника Барто) подошла к правому флангу северян. Форрест развернул эскортную роту в стрелковую цепь и нашёл Барто. «Где основная позиция противника?», спросил он. «Вы видите её, генерал, — ответил Барто, — и они собираются атаковать». «Тогда мы сами атакуем их», ответил Форрест. Эта первая атака была отбита, тогда он взял 2-й Теннессийский кавалерийский полк, обошёл фланг северян и бросил полк во вторую атаку. В это время как раз федеральные 2-й Теннесийский и 4-й регулярный кавполки шли в контратаку; попал под фланговую атаку Форреста они стали отходить на исходную позицию, где перемешались с федеральным 3-м Теннессийским кавполком.
Федеральный полковник Макгриллис построил поперёк дороги 4-й Теннессийский и 5-й Кентуккийский полки, но южане атаковали их с флангов и им пришлось отступать, чтобы избежать окружения. Федеральный полковник Джордж Уоринг (командир 1-й кавбригады) получил донесение, что противник, наступающий с тыла, слишком силён, поэтому 4-й регулярный отступает с потерями, а вся 3-я кавбригада не может остановить его наступление и отходит к основной колонне. Уоринг построил свою бригаду в боевую линию и дал возможность 3-й бригаде отступить, хотя она отходила в большом беспорядке, что подрывало боевой дух бригады Уоринга. Затем Уоринг отвёл бригаду ещё на милю и там удерживал позицию какое-то время, а затем отступил на позицию у фермы Ивс-Хилл в 7-ми милях от Околоны. Здесь вместо бригады Белла в бой вступили бригады Джеффри и Маккулоха, всего около 1200 человек. Во время атаки Джеффри Форрест был ранен в горло в 50-ти метрах от федеральных позиций и умер почти сразу же.
Из-за смерти Джеффри атака приостановилась. Форрест бросился к брату, упал рядом с ним на колени, приподнял его голову и несколько раз назвал его по имени. «Конфедераты поблизости прекратили стрельбу и стояли в волнении и печали, а федералы, заметив, что происходит что-то необычное, на какое-то время тоже прекратили стрельбу». «Трогательно было видеть, как этот обычно сильный, суровый человек стал мягче от печали над телом своего брата», вспоминал артиллерист Мортон. Но это был только момент слабости; Форрест накрыл голову брата шляпой, позвал майора Стренджа, поручил ему вынести тело в тыл и приказал снова трубить атаку. На этот раз он послал бригаду Джеффри в обход позиции противника слева, а остальными частями атаковал противника во фронт. Он бросился в атаку с такой ярость, что майор Стрендж подумал, не хочет ли генерал покончить с собой из-за смерти брата. Северяне не выдержали двойной атаки и стали отходить. В одном месте, где сломанное орудие перегородило дорогу, примерно 500 северян заняли оборонительную позицию, и Форрест атаковал их во главе своей эскортной роты из 60-ти человек. В это время подошла бригада Маккулоха, но силы были так неравны, что бригада не решилась атаковать. Тогда генерал Маккулох крикнул: «Боже, люди, вы хотите увидеть, как они убьют вашего генерала? Тогда я пойду его спасать, если никто не желает следовать за мной!». Бригада двинулась вперёд и северяне снова отступили. К этому моменту Форрест успел зарубить трёх человек.
Северяне отступили ещё на милю и в последний раз заняли позицию примерно в 10 милях юго-восточнее Понтотока, надеясь дать время на отход обозу. Солнце уже садилось. Форрест обнаружил, что они встали в три линии под прикрытием артиллерии. У южан заканчивались боеприпасы и они понимали, что если атака сорвётся, то северяне сами перейдут в наступление «и последует катастрофа», писал Форрест. Он сам находился на открытом месте, под обстрелом. Полковой хирург советовал ему отойти, но он отказался. Его конь был убит одновременно пятью пулями, а в седло попало ещё три, но Форрест каким-то образом уцелел и взял другого коня. В этот момент у него под рукой было всего 300 человек из 2-го и 7-го Теннессийских кавалерийских полков, и когда он послал и в атаку спешенными, северяне контратаковали его верхом. Форрест отвёл своих людей в небольшой овраг и оттуда они отбили две волны атакующих, и только третья прорвалась, но была отбита в рукопашную при помощи бригады Маккулоха.
Это было последнее столкновение, после которого сражение прекратилось.

## Последствия
Форрест не смог преследовать противника из-за усталости своих людей и нехватки боеприпасов. В 20:00, к самому концу сражения на поле боя пришла миссисипская бригада Гхолсона численностью около 700 человек, и этим свежим частям поручили преследовать отступающего Смита. Утром 23 февраля они проследовали на север до переправы через реку Таллахатчи, которую Смит перешёл в тот же день. Гхолсон захватил около 50 человек отставших и кое-какое военное имущество. За Таллахатчи Смит отступал до Мемфиса беспрепятственно. Полковник Уоринг вспоминал, что отступление до Мемфиса было практически паническим бегством в полном беспорядке по пересечённой местности. По его словам, 1-я бригада потеряла около 5 000 отличных боевых лошадей и полностью утратила боевой дух. «Эта экспедиция, — писал он, — наполнила всех участников чувством жгучего стыда, а Форресту позволила одержать самую впечатляющую победу в его карьере».
Сам Смит писал в рапорте, что его действия были оправданы; он писал, что нанёс противнику тяжёлые потери, спас всю свою колонну, конфискованный скот и пленных, а также всех освобождённых негров, понеся при этом небольшие потери (very tryfling losses). При попытке прорываться к Шерману он мог бы потерять весь свой отряд и не оказать Шерману никакой помощи. Он утверждал, что информация, полученная после сражения, только подтвердила правильность его решения, и что реальные размеры армии Форреста были скорее больше, нежели меньше его оценок (6 — 7 тысяч).
В боях 20, 21 и 22 февраля кавалерия Форреста потеряла 27 человек убитыми, 97 ранеными и 20 пропавшими без вести, итого 144 человека. Северяне потеряли убитыми 52 рядовых и двух офицеров, ранеными 16 офицеров и 163 рядовых, двух офицеров пленными или пропавшими без вести и 153 рядовых пропавшими без вести. Итого 388 человек. Форрест писал в рапорте, что захватил 6 стволов артиллерии, 3 знамени и 162 пистолета.
Генерал Леонидас Полк поздравил Форреста с блестящим завершением кампании. Генерал Шерман после войны писал, что Смит позволил разбить себя малыми силами. Генерал Грант признал, что сражение закончилось решительно в пользу Форреста. Федеральный генерал Херлбат писал после сражения, что оно серьёзно деморализовало кавалерию, но победа Форреста не была такой полной, какой могла бы быть, потому что кавалерия Стивена Ли не успела принять участия в сражении. Ли писал, что из донесений Форреста следовало, что силы слишком неравны и задача состоит в том, чтобы продержаться до прихода Ли, и он не может объяснить почему Форрест начал бой 19 февраля, не сконцентрировав своих сил. «Однако я уверен, писал он, что этот храбрый офицер действовал рассудительно и в интересах дела». Историк Джек Хёрст по этому поводу писал, что Форрест не сконцентрировал силы просто потому, что не успел; он всё ещё стягивал свои бригады, когда Смит уже начал отступать.
В своих мемуарах Шерман писал, что с этого момента утратил веру в Смита, хотя всё ещё считает его джентльменом и хорошим инженером. Он писал, что в конце войны Смит пришёл к нему с просьбой защитить его от критики, но Шерман отказал, «потому что это значило фальсифицировать историю».
Когда Смит вернулся в Мемфис, Форрест разместил свою кавалерию в Колумбусе и Старквилле и стал готовиться к рейду в Западный Теннесси. Этот рейд привёл к сражениям при Падуке и при Форте Пиллоу.